# Australische Cricket-Nationalmannschaft in Indien in der Saison 1979/80
Die Tour der australischen Cricket-Nationalmannschaft nach Indien in der Saison 1979/80 fand vom 11. September bis zum 7. November 1979 statt. Die internationale Cricket-Tour war Bestandteil der Internationalen Cricket-Saison 1979/80 und umfasste sechs Tests. Indien gewann die Serie 2–0.

## Vorgeschichte
Für beide Teams war es die erste Tour der Saison.
Das letzte Aufeinandertreffen der beiden Mannschaften bei einer Tour fand in der Saison 1977/78 in Australien statt.

## Stadien
Die folgenden Stadien wurden für die Tour als Austragungsort vorgesehen.
| Stadion                   | Stadt     | Kapazität | Spiele  |
| ------------------------- | --------- | --------- | ------- |
| M. Chinnaswamy Stadium    | Bangalore | 42.000    | 2. Test |
| M. A. Chidambaram Stadium | Madras    | 46.000    | 1. Test |
| Feroz Shah Kotla          | Delhi     | 48.000    | 4. Test |
| Eden Gardens              | Kalkutta  | 82.000    | 5. Test |
| Green Park Stadium        | Kanpur    | 33.000    | 3. Test |
| Wankhede Stadium          | Mumbai    | 33.000    | 6. Test |

## Kaderlisten
| Test | Test |
| Indien | Australien |
| --- | --- |
| - Sunil Gavaskar (K) - Mohinder Amarnath - Chetan Chauhan - Kapil Dev - Dilip Doshi - Karsan Ghavri - Syed Kirmani (wk) - Bobjee Narasimha Rao - Yashpal Sharma - Yajurvindra Singh - Dilip Vengsarkar - Srinivas Venkataraghavan - Gundappa Viswanath - Shivlal Yadav | - Kim Hughes (K) - Allan Border - Rick Darling - Geoff Dymock - Jim Higgs - Andrew Hilditch - Rodney Hogg - Alan Hurst - Peter Sleep - Dav Whatmore - Graeme Wood - Kevin Wright (wk) - Graham Yallop - Bruce Yardley |

## Tests

### Erster Test in Madras
| 11. – 16. September Scorecard | Madras | Australien 390 (143.4) & 212-7 (113.4) | – | Indien 425 (130.3) |
|                               |        | Remis                                  |   |                    |

Australien gewann den Münzwurf und entschied sich als Schlagmannschaft zu beginnen.

### Zweiter Test in Bangalore
| 19. – 24. September Scorecard | Bangalore | Australien 333 (114.5) & 77-3 (37.4) | – | Indien 457-5d (144) |
|                               |           | Remis                                |   |                     |

Australien gewann den Münzwurf und entschied sich als Schlagmannschaft zu beginnen.

### Dritter Test in Kanpur
| 2. – 7. Oktober Scorecard | Kanpur | Indien 271 (91) & 311 (111.4) | – | Australien 304 (109.3) & 125 (60.2) |
|                           |        | Indien gewinnt mit 153 Runs   |   |                                     |

Indien gewann den Münzwurf und entschied sich als Schlagmannschaft zu beginnen.

### Vierter Test in Delhi
| 13. – 18. Oktober Scorecard | Delhi | Indien 510-7d (144.2) | – | Australien 298 (106.3) & 413 (151.3) (f/o) |
|                             |       | Remis                 |   |                                            |

Indien gewann den Münzwurf und entschied sich als Schlagmannschaft zu beginnen.

### Fünfter Test in Kalkutta
| 26. – 31. Oktober Scorecard | Kalkutta | Australien 442 (153) & 151-6 (57.3) | – | Indien 347 (125.4) & 200-4 (63.2) |
|                             |          | Remis                               |   |                                   |

Australien gewann den Münzwurf und entschied sich als Schlagmannschaft zu beginnen.

### Sechster Test in Bombay
| 3. – 7. November Scorecard | Bombay | Indien 458-8d (149)                           | – | Australien 160 (61.5) & 198 (73.1) (f/o) |
|                            |        | Indien gewinnt mit einem Innings und 100 Runs |   |                                          |

Australien gewann den Münzwurf und entschied sich als Schlagmannschaft zu beginnen.